# ريتشارد ديفيز (لاعب كرة قدم)
ريتشارد ديفيز (بالإنجليزية: Richard Davies)‏ (15 مايو 1990 في المملكة المتحدة - ) هو لاعب كرة قدم بريطاني في مركز الوسط. لعب مع نادي والسول وChasetown F.C. ‏ وتيلفورد يونايتد ونادي بارو وSolihull Moors F.C. ‏.

## وصلات خارجية
- ريتشارد ديفيز على موقع قاعدة بيانات كرة القدم.إي يو (الإنجليزية)
- ريتشارد ديفيز على موقع Soccerbase.com (لاعب) (الإنجليزية)